# Ивашкевич, Олег Анатольевич
Ивашке́вич Оле́г Анато́льевич (белор. Івашкевіч Алег Анатольевіч; род. 19 августа 1954, Белая Церковь, УССР) — белорусский учёный в области химии, член-корреспондент (2004), академик (2009) Национальной академии наук Беларуси. Кандидат химических наук (1982), доктор химических наук (1998 год). Почётный доктор Сибирского отделения Российской академии наук (2012).

## Биография
Родился 19 августа 1954 года в г. Белая Церковь (Украинская ССР) в семье военнослужащего. В 1957 году семья переехала в Новогрудок Гродненской области БССР. В 1971 году с отличием окончил СШ № 4 г. Новогрудка и в этом же году поступил на химический факультет Белорусского государственного университета.
После окончания БГУ в 1976 году работал младшим, старшим, ведущим научным сотрудником лаборатории общей химии БГУ, а с 1989 года — заведующим этой лабораторией. В 1982 году защитил диссертацию в области химии ракетных топлив на соискание ученой степени кандидата химических наук под руководством А. И. Лесниковича. В 1994 году назначен заместителем директора по научной работе Научно-исследовательского института физико-химических проблем БГУ, а с 1997 по 2009 год являлся директором НИИ ФХП БГУ.
В 1998 году защитил диссертацию на соискание ученой степени доктора химических наук. В 2004 году избран членом-корреспондентом, а в 2009 году — академиком Национальной академии наук Беларуси. С 2009 по 2015 год работал проректором по научной работе Белорусского государственного университета. 1 декабря 2015 года назначен первым проректором БГУ. С 13 января 2020 года на должности первого проректора работает Дмитрий Медведев.

## Научная деятельность
Является известным ученым в области физической химии процессов термического разложения и горения конденсированных систем, физико-химии азолов, а также прикладной квантовой химии. Совместно с профессором П. Н. Гапоником разработал простые и эффективные методы и технологии получения ряда тетразолсодержащих полимеров путем полимераналогичных превращений полиакрилонитрила, на основе которых создано их промышленное производство.
Совместно с академиком НАН Беларуси А. И. Лесниковичем изучил кинетику и механизм термического разложения тетразола и ряда его производных, и широкого круга поливинилтетразолов а также поли-1-винилтетразолов и поли- 5-винилтетразолов с заместителями различной природы в цикле; разработал новое поколение компонентов и рецептур композиций для энергетических устройств, используемых в специальной технике, а также обнаружил и исследовал новый вид горения, получивший название жидкопламенного горения.
Разработал новый полуэмпирический обменно-корреляционный функционал электронной плотности, предназначенный для исследования структуры и свойств малых кластеров переходных металлов. С его использованием впервые надежно идентифицирована пространственная структура ряда анионных кластеров серебра, меди и бинарных кластеров серебро-медь.
В последние годы под руководством Олега Анатольевича Ивашкевича выполнен цикл исследований, направленных на разработку методов синтеза, исследование структуры, физико-химических свойств и биологической активности комплексных соединений биогенных металлов с азотсодержащими гетероциклическими лигандами и выявлен ряд соединений, обладающих высокой противоопухолевой активностью в сочетании с относительно низкой токсичностью.
Под руководством О. И. Ивашкевича в НИИ ФХП БГУ в начале 90-х гг. начали развиваться квантово-химические исследования сложных молекулярных систем и выполнен цикл работ по квантово-химическому моделированию реакций с участием производных тетразола и систематическому исследованию электронного, пространственного строения и энергетических характеристик соединений ряда азолов.
Является автором более 40 изобретений, патентов и учебного пособия «Прикладная квантовая химия» с грифом Министерства образования Республики Беларусь для студентов химических и физических специальностей ВУЗов. Подготовил двух докторов и пять кандидатов химических наук.
Является членом Ученого совета БГУ, двух Советов по защите диссертаций, председателем Научно-технического совета по Государственной программе «Драгоценные материалы».

## Научные труды
Автор более 455 научных работ, в том числе более 245 статей, 108 из которых опубликованы в англоязычных изданиях.

### Монографии, учебные пособия, другие издания
1. Химические проблемы создания новых материалов и технологий. Вып. 2. // Сб. статей под ред. О. А. Ивашкевича. — Минск: БГУ, 2003. — 424 с. Архивировано 11 июня 2020 года.
2. Chemical problems of the development of new materials and technologies. Issue 1. Сб. статей / под ред. О. А. Ивашкевича. — Минск: БГУ, 2003. — 375 с. Архивировано 21 октября 2019 года.
3. Академик О.А. Ивашкевич. Биобиблиография ученых Беларуси (к 60-летию со дня рождения). — Минск: Беларуская Навука, 2014. — 109 с.

### Статьи в международных журналах
1. Ivashkevich O. A., Gaponik P. N., Kovalyova T. B., Andreeva T. N. Copolymerization of 1-Vinyltetrazole with Vinyl Monomers // Journal of Appl. Polymer. Sci. — 1987. — Vol. 33. — P. 769—773. — doi:10.1002/app.1987.070330307.
2. Ivashkevich O. A., Gaponik P. N., Bubel O. N. Estimation of Alfrey-Price e Value from Quantum Chemical Calculations Data // Journal of Polymer Sci., Part C. — 1987. — Vol. 25. — P. 407—411. — doi:10.1002/pol.1987.140251001.
3. Ivashkevich O. A., Gaponik P. N., Bubel O. N., Kovalyova T. B. Copolymerization Reactivity, Electron Structure and NMR Spectra of Vinylazoles // Makromol. Chem. — 1988. — Vol. 189. — P. 1363—1372. — doi:10.1002/macp.1988.021890614.

## Научные звания и награды
- Кандидат химических наук (1982),
- Доктор химических наук (1988),
- Член-корреспондент НАН Беларуси (2004),
- Почетная грамота концерна «Белнефтехим» (2008),
- Академик НАН Беларуси (2009)[2],
- Медаль Франциска Скорины (2009)[6],
- Памятная медаль «80 лет Национальной академии наук Беларуси» (2009),
- Почетная грамота Национального собрания Республики Беларусь (2011),
- Почетный доктор Института химии новых материалов НАН Беларуси (2011),
- Почетный доктор Сибирского отделения Российской академии наук (2012),
- Государственная премия Республики Беларусь в области науки и техники (2013),
- Почетная грамота Совета Министров Республики Беларусь (2014),
- «Выдатнік адукацыi» Министерства образования (2014),
- Памятная медаль «300 лет МГУ им. М. В. Ломоносова» (2014),
- Почетный профессор Даляньского Политехнического университета (Dalian University of Tеchnology) (КНР, 2015),
- Памятная медалью «70 лет победы в Великой Oтечественной Войне» (2015),
- Звание «Заслуженный деятель науки Республики Беларусь» (2016).
- Орден Отечества III степени (2021).

В 2008, 2010, 2012, 2016 годах получал право Нобелевского комитета по химии номинировать кандидатуры ученых для присуждения им Нобелевской премии по химии.